# Шатонеф ди Рон
Шатонеф ди Рон (фр. Châteauneuf-du-Rhône) насеље је и општина у источној Француској у региону Рона-Алпи, у департману Дром која припада префектури Валанс.
По подацима из 2011. године у општини је живело 2430 становника, а густина насељености је износила 89,11 становника/km². Општина се простире на површини од 27,27 km². Налази се на средњој надморској висини од 97 метара (максималној 335 m, а минималној 55 m).

## Демографија
| 1962. | 1968. | 1975. | 1982. | 1990. | 1999. | 2011. |
| ----- | ----- | ----- | ----- | ----- | ----- | ----- |
| 1.363 | 1.484 | 1.654 | 1.977 | 2.094 | 2.220 | 2.430 |

График промене броја становника у току последњих година